# Кальво, Хавьер
Хавьер Кальво (исп. Javier Calvo; род. 21 января 1991, Мадрид) — испанский актёр, ставший известным благодаря роли Фера в испанском сериале «Физика или химия».

## Биография
Кальво начал играть в театре с 11 лет, и в 2007 году снялся в фильме «Doctor Infierno» в роли пожарного Джонни.
В 2008—2011 гг. снимался в телесериале «Физика или химия» в роли Фера, парня-гея. Получил хорошие отзывы критиков за реалистичное изображение гомосексуала. Сам же он является открытым геем, и этого не скрывает. 
Хавьер Кальво свободно владеет английским и испанским языками.

## Фильмография
| Год       |    | Русское название   | Оригинальное название | Роль                   |
| --------- | -- | ------------------ | --------------------- | ---------------------- |
| 2007      | ф  | Доктор из ада      | Doctor Infierno       | Пожарный Джонни        |
| 2008—2011 | с  | Физика или химия   | Física o Química      | Фернандо «Фер» Редондо |
| 2009      | тф | Загадка Джакомо    | El enigma Giacomo     | Консьерж               |
| 2010      | ф  | Вдова              | La viuda              | Карлос                 |
| 2011      | ф  | Туман              | Niebla                | Эдгард                 |
| 2012      | ф  | Ротос              | Rotos                 |                        |
| 2013      | ф  | Взрывной коктейль  | Tu Cubata Detonante   | Пийо                   |
| 2019      | ф  | Коридор бессмертия | Коридор бессмертия    | Хулио Родригес         |